# Saison 5 de Numbers
Chronologie
Saison 4 Saison 6
Cet article présente le guide des épisodes de la cinquième saison de la série télévisée américaine Numb3rs.

## Distribution

### Acteurs principaux
- Rob Morrow (VF : Éric Aubrahn) : Don Eppes
- David Krumholtz (VF : Xavier Béja) : Charles « Charlie » Eppes
- Judd Hirsch (VF : Jean-Pierre Moulin) : Alan Eppes
- Alimi Ballard (VF : Jérôme Rebbot) : David Sinclair
- Navi Rawat (VF : Julie Dumas) : Amita Ramanujan
- Dylan Bruno (VF : Nessym Guetat) : Colby Granger
- Sophina Brown (VF : Hélène Chanson) : Nikki Betancourt[1],[2]
- Aya Sumika (VF : Virginie Mery) : Liz Warner[3]
- Peter MacNicol (VF : Denis Boileau) : Lawrence « Larry » Fleinhardt

### Acteurs récurrents et invités
- Michelle Nolden : Assistante du procureur Robin Brooks (7 épisodes)
- Lou Diamond Phillips (VF : Marc Saez) : Agent Ian Edgerton (épisodes 1 et 23 - récurrence à travers la série)
- Keith Carradine : Carl McGowan[4] (épisodes 2 à 4)
- Leslie Silva (en) : M.E. Ridenhour (épisodes 7, 13 et 23)
- Matthew Yang King : Matt Li (épisodes 10, 15 et 21)

## Épisodes

### Épisode 1:Conflit de diamants
- États-Unis /  Canada : 3 octobre 2008 sur CBS[5] / Global
- France : 4 avril 2009 sur M6
- Belgique et  Québec : dates inconnues

- Lou Diamond Phillips (Agent Ian Edgerton)
- Michelle Nolden (Robin Brooks, assistante du procureur)
- Ben Crowley (Peter « Pete » Fuller)
- Joanna Canton (Theresa « Skeet » Kuhlman)
- Myk Watford (Alex Rezar)
- Zach McGowan (Keith Jackson)
- Eric Christie (Nigel Moore)
- Michael Laskin (Bill Bryce)
- Chris Bresky (Grimpeur corpulent)
- Josh Holt (Grimpeur maigre)

- Squish squash
- Analyse de champs granule

### Épisode 2:L'Effet leurre
- États-Unis /  Canada : 10 octobre 2008 sur CBS / Global
- France : 11 avril 2009 sur M6

- États-Unis : 8,01 millions de téléspectateurs[7] (première diffusion)
- Canada : 822 000 téléspectateurs[8] (première diffusion)

- Keith Carradine (Carl McGowan)
- Kristen Bush (Doris Casey)
- Sian Heder (Diane Mooney)
- James Martinez (Damien Rove)
- Jon David Casey (Thomas Chaney)
- Teri Reeves (Technicien de la Police)
- Michael Shaner (Alpha)
- Emerson Brooks (Policier)

- Algorithme d'ordonnancement

### Épisode 3:Des hommes d'honneur
- États-Unis /  Canada : 17 octobre 2008 sur CBS / Global
- France : 17 juillet 2009 sur M6

- États-Unis : 8,68 millions de téléspectateurs[9] (première diffusion)
- Canada : 849 000 téléspectateurs[10] (première diffusion)

- Keith Carradine (Carl McGowan)
- Michelle Nolden (Robin Brooks, assistante du procureur)
- Morena Baccarin (Lynn Potter)
- D.B. Woodside (Jonathan Schmidt)
- Jonathan Silverman (Kurt Young)

- Modèle caché de Markov

### Épisode 4:Le Caméléon
- États-Unis /  Canada : 24 octobre 2008 sur CBS / Global
- France : 17 juillet 2009 sur M6

- États-Unis : 9,33 millions de téléspectateurs[11] (première diffusion)
- Canada : 947 000 téléspectateurs[12] (première diffusion)

- Keith Carradine (Carl McGowan)
- Henry Winkler (Agent Roger Bloom)
- Nora Dunn (Susan Stone)
- Dianna Agron (Kelly Rand)
- Chuck Hittinger (Kevin Oliver)
- Hattie Winston (Eileen)
- Douglas Dickerman (Agent pénitentiaire)
- Amanda Payton (Nana éméchée)
- Alix Korey (Voisin)
- Ann Hearn (Mère de Kevin)

- Propagation de croyance

### Épisode 5:Scan Man
- États-Unis /  Canada : 31 octobre 2008 sur CBS / Global
- France : 24 juillet 2009 sur M6

- États-Unis : 10,72 millions de téléspectateurs[13] (première diffusion)
- Canada : 926 000 téléspectateurs[14] (première diffusion)

- Ashton Holmes (Emerson Laidlaw)
- Stefan Kapicic (Lee Hagopian)
- Nick Mennell (Evan Ricci)
- Matt Champagne (Tom Shorter (Carter Laidlaw))
- Wendell Pierce (William Bradford)
- Ron Canada (Brian Hellman)
- Toni Torres (Épouse de l'agent du SWAT)

- Application de la dimension fractale

### Épisode 6:Le Secret de l'Aquarius
- États-Unis /  Canada : 7 novembre 2008 sur CBS / Global
- France : 24 juillet 2009 sur M6

- États-Unis : 11,28 millions de téléspectateurs[15] (première diffusion)
- Canada : 903 000 téléspectateurs[16] (première diffusion)

- Penn Jillette (lui-même)
- Lacey Kohl (Susanna Weisz)
- Rutina Wesley (Sarah (Jenny Calandro))
- Eileen Gonzales (Journaliste de Channel 2)
- Pat Crawford Brown (Vieille femme)
- Henri Lubatti (Garland St. Michael)
- Richard Libertini (Gage Jones)
- Richard Hess (Stage Manager)

- Rasoir d'Ockham
- Ingénierie inversée

### Épisode 7:Dans le creux de la vague
- États-Unis : 14 novembre 2008 sur CBS
- France : 31 juillet 2009 sur M6

- Brad Gerlach (Nathan Watts)
- Kevin Tighe (Keith Watts)
- Brad Hunt (Cameron Wilson)
- Rachel Roberts (Melissa Conroy)
- Ryan Bittle (Pat Drummond)
- Joey Kern (Kevin Warshaw)
- Bernard White (Frank Hagen)
- Eric Lange (Commandant)
- David Pease (Photographe de mode)

- Algorithme de réseau neuronal

### Épisode 8:Trente-six heures
- États-Unis : 21 novembre 2008 sur CBS
- France : 31 juillet 2009 sur M6

- Larry Clarke (James Malin)
- Johnny Chavez (Ralph Ramirez)
- Philip Pinto (William Ramirez)
- Lourdes Benedicto (Estella Ramirez)
- Antonio Fargas (Jeffrey Knight)
- Randall Arney (Richard Cory)
- Tony Amendola (Roman Markovius)
- Kahlil Joseph (Cutty Nagim)
- Mark Pellegrino (Tim Hamer)
- Tavis Danz (Doug Abbott)
- Robert Neary (Ed Clark)

### Épisode 9:Les Maîtres du monde
- États-Unis : 5 décembre 2008 sur CBS
- France : 7 août 2009 sur M6

- Michelle Nolden (Robin Brooks, Assistante du procureur)
- Paul Michael Glaser (Brett Hanson)
- Josh Gad (Ron McGill)
- Jeff Kober (Brady)
- Faline England (Jenny)
- Jill Remez (Kelly)

### Épisode 10:Vendetta
- États-Unis /  Canada : 19 décembre 2008 sur CBS / Global
- France : 7 août 2009 sur M6

- États-Unis : 9,18 millions de téléspectateurs[20] (première diffusion)
- Canada : 903 000 téléspectateurs[21] (première diffusion)

- Colin Hanks (Marshall Penfield)
- Tony Curran (Victor Tooner)
- Jeremy Glazer (Clayton Caswell)
- Matthew Yang King (Matt Li)
- Takayo Fischer (Bai Lan Zhou)
- Ryun Yu (Jeune chinois)
- Joaquin Perez Campbell (Robert Santos)
- Adam Wylie (Oliver Mayo)
- Josh Blaylock (Mario)
- Jessie T. Usher (Braqueur #1)
- Ulysses Cuadra (Braqueur #2)
- Adrian Kali Turner (Garçon)
- Chesare Hardy (Tina)

### Épisode 11:La Flèche du temps
- États-Unis : 9 janvier 2009 sur CBS
- France : 14 août 2009 sur M6

- Michelle Nolden (Robin Brooks, assistante du procureur)
- David Gallagher (Buck Winters)
- Adam Dunnells (Rafe Lanksy)
- Paul Hipp (Gray McClaughlin)
- Gary Basaraba (Joe Thibodeaux)
- Rusty Schwimmer (Deanne Drake)
- Jamie Starr (Toby)
- Andre Royo (Tim Pynchon)
- Quinn Sullivan (Marshall)

### Épisode 12:L'Art de l'illusion
- États-Unis /  Canada : 16 janvier 2009 sur CBS / Global
- France : 14 août 2009 sur M6

- États-Unis : 11,02 millions de téléspectateurs[23] (première diffusion)
- Canada : 932 000 téléspectateurs[24] (première diffusion)

- Fisher Stevens (John Buckley)
- Chris Bruno (Tim King)
- Seana Kofoed (Caitlin Dawes)
- Ian Stanley (Hayes)
- Chris McGarry (Jack Shuler)
- Maura M. Knowles (Mère)
- Cameron Monaghan (Todd)
- Michael Beach (Len Walsh)
- Jeff Galfer (Technicien du bus)
- James Sie (Agent du FBI)
- Kevin Weisman (Chauffeur du bus)

### Épisode 13:Noces de sang
- États-Unis /  Canada : 23 janvier 2009 sur CBS / Global
- France : 21 août 2009 sur M6

- États-Unis : 10,96 millions de téléspectateurs[25] (première diffusion)
- Canada : 881 000 téléspectateurs[26] (première diffusion)

- John Glover (Samuel Kraft)
- Kelly Hu (Alice Chen)
- Chyna Chuu (Lily)
- Elizabeth Pan (Agent Kim Hsaio)
- Conan Lee (Jimmy Lin)
- Tina Huang (Ni-Shu)
- Fred Sanders (Malcolm Bittick)
- Leslie Silva (M.E. Ridenhour)
- Jennifer Chu (Gérant)
- Donald Li (Serveur #1)
- Keone Young (Serveur Yoon)
- Camille Chen (Zi-Zi)
- Lanny Joon (Colin Pang)

### Épisode 14:De l'or aux pieds
- États-Unis : 6 février 2009 sur CBS
- France : 21 août 2009 sur M6

- Eve (La-La Buendia)
- Damien Leake (Browner Dunn)
- Bruno Campos (Randall Nespola)
- Eugene Byrd (Vic Mortiz)
- Patrick Bauchau (Jean Stephanois)
- Dan Martin (Detective Cates)
- Chris Coy (Petit copain)
- Brennen Taylor (Fils de Nespola)
- Gene Farber (Nadroj Ria)
- Thomas Blake (Lee Diddums)

### Épisode 15:Jeux d'influence
- États-Unis : 13 février 2009 sur CBS
- France : 28 août 2009 sur M6

- Michelle Nolden (Robin Brooks, Assistante du Procureur)
- James Marsters (Damian Lake)
- Ray Wise (Mitch Langford)
- Sarah Poynter (Erica Daniels)
- Graham Shiels (Fox Carter)
- Geoffrey Wade (Avocat de la défense)
- Bel Anu (Jude Pam)
- Corey Sorenson (Gregg Silver/Justin Cerf)
- Tessa Auberjonois (Arlene Montgomery)
- Cathy Cahlin Ryan (Linda Parker)
- Cynthia Addai-Robinson (Trisha Moreno)
- Ned Schmidtke (Roy Detchemendy)
- Vivian Bang (Greffier)
- Mark Edward Smith (Avocat)
- Laura P. Vega (Femme de ménage)
- Matthew Yang King (Matt Li)
- Tug Coker (Carl Daniels)

### Épisode 16:Les Infiltrés
- États-Unis : 27 février 2009 sur CBS
- France : 28 août 2009 sur M6

- Eion Bailey (Cam)
- Lorraine Toussaint (Agent Terri Green)
- Don Harvey (Pritchard)
- Ian Paul Cassidy (Ryan Duneaux)
- Rolando Boyce (Paloma)

### Épisode 17:Intelligence artificielle
- États-Unis : 6 mars 2009 sur CBS
- France : 2 janvier 2010 sur M6

- Nancy Travis (Jane Karellen)
- Liane Balaban (Jessie Robertson (Baley))
- Adam Godley (Dr Joseph Baskin)
- Jillian Armenante (Claire)
- Tom Wright (en) (Coach Harry Streeling)
- Brian Avers (Daniel Robertson)
- Barrett Foa (Andrew Gibbons)
- Saul Huezo (Marine)
- Tymberlee Chanel (Agent débutant du FBI)
- Albert Owens (Avocat)
- Sarah Desage (Hôtesse de l'air)

### Épisode 18:Course contre la montre
- États-Unis : 13 mars 2009 sur CBS
- France : 2 janvier 2010 sur M6

- Michelle Nolden (Robin Brooks, Assistante du procureur)
- Gina Gershon (Danielle (Danny) Hill)
- Pau Gasol (lui-même)
- Jordan Farmar (lui-même)
- James Russo (John Curtis)
- Daniel Bess (Julien Curtis)
- Marty Lodge (Dr Henry Stanlet)
- Stephen Lee (Tony Wolf)
- Tony Longo (Big Chucky Rollins)
- Kofi Natei (C.O Bledsoe)
- Dr Oliver Eslinger (Pete)
- Ken Medlock (Ref)

### Épisode 19:Cobaye
- États-Unis /  Canada : 10 avril 2009 sur CBS
- France : 9 janvier 2010 sur M6

- États-Unis : 9,80 millions de téléspectateurs[32] (première diffusion)
- Canada : 816 000 téléspectateurs[33] (première diffusion)

- Michael Stahl-David (Josh Skinner)
- Jon Budinoff (Cloud Jamieson)
- Polly Walker (Dr Lorna Ludlow)
- Shishir Kurup (Professeur Sharad Varma)
- John Cabrera (Randy Wesslinger)
- Taylor Handley (James Arthur)
- Gina Hecht (Margaret Skinner)
- Hal Landon Jr. (Professeur Nelson Horowitz)
- Laura-Leigh (Barista)
- Alexa Fischer (Conférencière)
- Logan Fahey (Braqueur masqué)

### Épisode 20:Après la guerre
- États-Unis : 24 avril 2009 sur CBS
- France : 9 janvier 2010 sur M6

- Michelle Nolden (Robin Brooks)
- Shea Whigham (Tom Kardum)
- Shannon Cochran (Docteur Iverson)
- Debbon Ayer (Sarah Fisher)
- Michael Gaston (Gil Fisher)
- Michael Khmurov (Slobodan Radovic)
- Delilah Cotto (Karen Cruz)
- Alan Blumenfeld (Gérant)

### Épisode 21:Le Prédateur
- États-Unis : 1er mai 2009 sur CBS
- France : 16 janvier 2010 sur M6

- Josh Gad (Roy McGill)
- Matthew Yang King (Matt Li)
- Brian Howe (Robert Posdner)
- John Rubinstein (Gene Evans)
- Jack Shearer (Peter Evans)
- Dan Martin (Detective Cates)
- Daniel Sauli (Mark Horn)
- Paul Messenger (Jack)
- Michelle Feynman (Linda (Mother))
- Creagen Dow (Leonard)
- J.D. Goldblatt (Joe)
- Erica Piccininni (Femme)
- Keith Nobbs (Ralph)
- Brett Rickaby (Steve Savard)
- Anne James (Épouse)

### Épisode 22:Plagiat
- États-Unis : 8 mai 2009 sur CBS
- France : 23 janvier 2010 sur M6

- Henry Winkler (Agent Roger Bloom)
- Jonathan Adams (Clifford Hansen)
- Philip Anthony-Rodriguez (Marcus)
- Carlos Sanz (Détective)
- Joy Osmanski (Archiviste)

### Épisode 23:La Légende de Râma et Sîtâ
- États-Unis : 15 mai 2009 sur CBS
- France : 16 juillet 2010 sur M6

- Lou Diamond Phillips (Agent Ian Edgerton)
- Leslie Silva (M.E. Ridenhour)
- James Callis (Mason Duryez)
- Keri Safran (Audrey)
- Celesta Hodge (Patty)
- Rachel Montez (Dallas)
- Sarah Drew (Piper St. John)
- Ivonne Oquendo (Agent du FBI)